# شمس المنجم الوبقانوي
شمس المنجم محمد بن علي الوبقانوي هو عالم فلك فارسي مسلم من القرن الرابع عشر. وهو مؤلف زيج مهم يعرف بالزيج المحقق. يُفترض أنه ينحدر من وبقانا، في بخارى (تقع حاليًّا في أزباكستان). لا يُعرف الكثير عن حياته. يوجد زيجه اليوم في أربع مخطوطات. وكتابه مكتوب باللغة الفارسية على الرغم من أن عنوانه عربي. هناك كتاب آخر له، يُعرف باسم "كتاب المعرفة"، وهو موجود أيضًا اليوم، ومكتوب باللغة الفارسية؛ وعلى الأغلب فقد كان عارفًا باللغتين العربية والفارسية.